# Sadowie (Będzin)
Pour les articles homonymes, voir Sadowie.
Sadowie est une localité polonaise de la gmina de Mierzęcice, située dans le powiat de Będzin en voïvodie de Silésie.